# 아일랜드 (2022년 드라마)
《아일랜드》는 2022년 12월 30일부터 2023년 3월 10일 방송되었던 티빙 오리지널 드라마로 윤인완·양경일 작가 만화 《아일랜드》를 원작으로 하였다.

## 프로그램 소개
세상을 멸망시키려는 악에 대항해 싸워야 하는 운명을 가진 인물들의 여정을 그린 드라마

## 일정

### 스트리밍 일정
| 스트리밍 | 파트 | 기간                               | 업로드 본방송 시간  | 비고 |
| -------- | ---- | ---------------------------------- | ------------------- | ---- |
| TVING    | 1    | 2022년 12월 30일 ~ 2023년 1월 13일 | 매주 금요일 밤 12시 |      |
| TVING    | 2    | 2023년 2월 24일 ~ 2023년 3월 10일  | 매주 금요일 밤 12시 |      |

## 제작진

### 제작사
- 와이랩
- 스튜디오드래곤

### 극본
- 오보현

### 연출
- 박광현 : 영화 《웰컴 투 동막골》(각본, 감독, 스텝), 영화 《안녕 내 사랑》(감독), 영화 《거미맨》(각본, 감독, 스텝), 영화 《조작된 도시》(각본, 감독, 스텝), 영화 《별리섬》(각본, 감독, 스텝) 연출

## 등장 인물

### 주요 인물
- 김남길 : 반 역
- 이다희 : 원미호 역
- 차은우 : 요한 역 - 구마사제

### 그 외 인물
- 고두심 : 금백주 역
- 성준 : 궁탄 역
- 정수빈 : 이수련 역
- 허정희 : 부염지 역
- 유승옥 : 예비신부 역
- 박근형 : 종령 (요한 의 형)역
- 오광록 : 장 집사 역
- 이순원
- 유승옥 : 한수진 역
- 김기천
- 전국환
- 이항나
- 강현중
- 금광산
- 김진만
- 이규호
- 박광재
- 유이준 : 경준 역
- 최태준 :

### 특별출연
- 김민준 : 신랑 역
- 김용명 : 사진작가 역

## 참고 사항
- 김남길과 이규호는 SBS 금토드라마 《열혈사제》 이후로 5개월만에 재회하여 캐스팅 되었다.
- 금광산, 김진만, 이규호는 영화 《범죄도시》 이후로 7개월만에 재회하여 캐스팅 되었다.
- 금광산, 이규호, 박광재는 영화 《챔피언》 이후로 6개월만에 재회하여 캐스팅 되었다.
- 금광산과 박광재는 영화 《성난황소》 이후로 6개월만에 재회하여 캐스팅 되었다.
- 이규호와 박광재는 영화 《불한당: 나쁜 놈들의 세상》 이후로 7개월만에 재회하여 캐스팅 되었다.

## 수상 목록
- 2023년 제2회 청룡 시리즈 어워즈 티르티르 인기스타상 (차은우)

## 같이 보기
- 대한민국의 텔레비전 드라마 목록 (ㅇ)
- 2023년 대한민국의 텔레비전 드라마 목록